# وكالة خبر للأنباء
هي أول وكالة انباء يمنية خاصة تأسست في  2012م، تتكون من طاقم اعلامي وصحفي وشبكة مراسلين بمختلف محافظات الجمهورية اليمنية.
تهتم بنقل الاخبار في مختلف المجالات السياسية والاقتصادية والعالمية وغيرها.
وتعمل على مدار 24 ساعة في اليوم وسبعة أيام في الاسبوع.
أحد مؤسسي الوكالة ورئيس تحريرها طارق عبدالله الحداد.
مقرها الرئيسي العاصمة صنعاء، ولديها شبكة مراسلين بمختلف محافظات الجمهورية اليمنية.

## حجب الوكالة في اليمن
قامت حركة أنصار الله الحوثية بحجب موقع وكالة خبر للانباء في اليمن واقتحام مقر الوكالة في صنعاء يوم 3 ديسمبر 2017م 

## وصلات خارجية
- الموقع الرسمي لوكالة خبر للأنباء.